# 1070 Tunica
1070 Tunica este o planetă minoră (asteroid), cu un diametru de 39,131 km, din centura de asteroizi. A fost descoperită pe 1 septembrie 1926 la Observatorul Königstuhl de Karl Wilhelm Reinmuth și a fost numită după Petrorhagia⁠(d). 
Obiectul prezintă o orbită caracterizată de o semiaxă mare de 3,23123 UAi, o excentricitate de 0,079528, o înclinație de 17,0361774 ° în raport cu ecliptica.